# Chevalement du puits Berrwiller
Le chevalement du puits Berrwiller est construit sur une ancienne mine de potasse situé à Berrwiller dans le Haut-Rhin.

## Histoire
Le chevalement est construit en 1961 par les forges de Strasbourg sur le puits de Berwiller. Le chevalement est modifié en 1963. Il est démoli au cours des années 2000 après son inventaire par le ministère de la Culture.

## Architecture
La structure est construite en acier. Le chevalement adopte une architecture avec avant-carré porteur de type allemand et de modèle "batte de hockey"